# Françoise van den Bosch

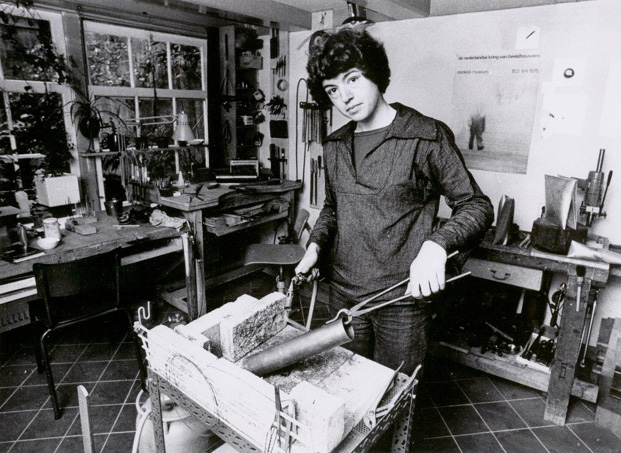
Françoise van den Bosch im Atelier Noordermarkt 17, Amsterdam, 1975

Jonkvrouw Jeanne Françoise Marie van den Bosch (* 29. Februar 1944 in Hilversum; † 18. Juli 1977 in Amsterdam) war eine niederländische Schmuckdesignerin, Goldschmiedin und  Bildhauerin.

## Leben
Françoise van den Bosch war die Tochter des Direktors der De Nederlandsche Bank Johannes Hendrik Otto Graaf van den Bosch (1906–1994) und von Benudina Maria Royaards van Scherpenzeel (1912–1978). Sie wuchs in Hilversum mit zwei Schwestern und einem Bruder auf. Sie litt an Epilepsie und entwickelte schon früh eine Abneigung gegen daraus resultierende bevormundende Erziehung. Ihr Vater stammte von dem Politiker und Generalgouverneur von Niederländisch-Ostindien Johannes van den Bosch (1780–1844) ab. Françoise empfand ihren familiären Hintergrund als problematisch und distanzierte sich von ihrer adeligen Herkunft der Van den Bosch. Sie zog nach Amersfoort und absolvierte von 1963 bis 1968 an der Academie van Beeldende Kunst en Kunstnijverheid in Arnhem eine Ausbildung zur Goldschmiedin bei dem Goldschmied Franck Ligtelijn und belegte Kurse an der Gerrit Rietveld Academie in Amsterdam. Von ihren Kommilitonen hatte sie nur Kontakt zu Suzanne Esser, die später eine bekannte Schmuckdesignerin wurde.
Nach Abschluss des Studiums zog Françoise van den Bosch 1969 nach Amsterdam, wo sie schnell zu einer wichtigen Vertreterin des „neuen Schmucks“ wurde, an vielen Ausstellungen im In- und Ausland teilnahm und mehrere Einzelausstellungen hatte. Ihre Werke wurden von Museen angekauft, unter anderem 1970 durch das Schmuckmuseum Pforzheim und 1973 durch das Stedelijk Museum in Amsterdam. Françoise van den Bosch plante ihre Schmuckstücke industriell, seriell und maschinell herstellen lassen, um sie einem großen Publikum zugänglich zu machen. Da sich diese Idee nicht umsetzen ließ, blieb der Preis relativ hoch und das Publikum begrenzt.

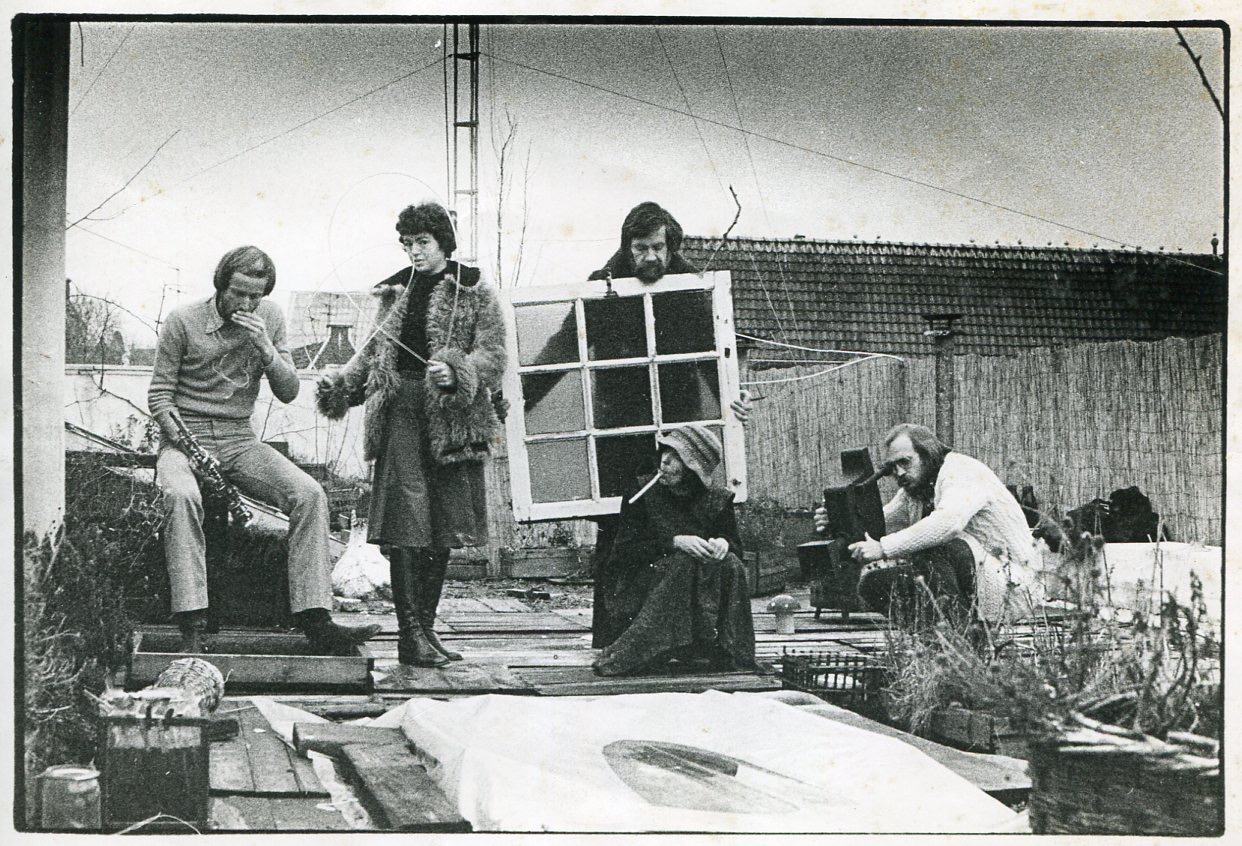
Die BOE-Gruppe: Onno Boekhoudt, Francoise van der Bosch, Karel Niehorster, Marion Herbst, Berend Peter

1974 gründete Françoise van den Bosch zusammen mit den Goldschmieden und Bildhauern Onno Boekhoudt, Karel Niehorster, Marion Herbst und Berend Peter den Bond van Oproerige Edelsmeden (BOE-Gruppe), die sich für eine Verbesserung der Einkommenssituation des Goldschmieds, die Anerkennung des Schmuckstücks als Kunstobjekt und bessere Ausstellungsmöglichkeiten einsetzte. Die Gruppe hatte nur ein Jahr Bestand, führte jedoch zur Gründung der Vereniging van Edelsmeden en Sieraadontwerpers VES (Verband der Goldschmiede und Schmuckdesigner) im Jahr 1975, an der auch Françoise van den Bosch beteiligt war. Von 1975 bis 1976 unterrichtete Françoise van den Bosch nebenberuflich an der Akademie voor Beeldende Vorming in Amersfoort.
Françoise van den Bosch bereitete sich auf eine Gruppenausstellung im Stedelijk Museum Amsterdam und eine Retrospektive in der Galerie Van Reekum in Apeldoorn vor, als sie am 18. Juli 1977 unerwartet in ihrem Haus in Amsterdam starb. 1980 gründete ihr Vater zusammen mit mehreren Freunden und Bekannten die Françoise van den Bosch-Stiftung, die unter anderem alle zwei Jahre einen Preis an einen international führenden Schmuckkünstler vergibt und Arbeiten junger niederländischer Talente ankauft. Die Sammlung der Stiftung wird vom Stedelijk Museum verwaltet.

## Werk
Françoise van den Bosch gilt als eine der bedeutendsten Erneuerinnen der niederländischen Schmuckkunst, da sie zu einer Neubewertung der Funktion von Schmuck beitrug. Sie war zudem technisch sehr geschickt, arbeitete sowohl mit Edelmetallen als auch mit Nichtedelmetallen, verwendete neben Silber und Gold oft alltägliche industrielle Materialien wie Messing, Alpaka, Aluminium-, Stahl- und Kupferrohre und versuchte, mit „minimalen Eingriffen maximale Räumlichkeit“ zu erzeugen, was zu markanten, abstrakt-geometrischen Schmuckstücken führte. Ihre Schmuckstücke und Objekte bestanden meist aus zwei separaten Teilen, die zusammengeschoben oder -gesteckt eine Einheit bildeten. Die Grenze zwischen Schmuck und Objekt verschwamm vor allem in ihrem späteren Werk immer mehr. Um 1971 begann Françoise van den Bosch kleine, autonome Skulpturen zu fertigen, 1976 auch einige größere, stehende Aluminiumobjekte. Sie arbeitete sowohl an eigenen freien Werken als auch im Auftrag von Privatpersonen und der Wirtschaft. Neben Schmuck schuf sie auch Serviettenringe und Bestecke. Die Gestaltung einer Abschiedsmedaille für die PTT 1976 brachte ihr großes Prestige ein.
Noch während ihres Studiums wurden Arbeiten von Françoise van den Bosch zusammen mit der von Emmy van Leersum und Gijs Bakker für die Ausstellung „Objects to wear“ ausgewählt und 1969 in niederländischen Museen, darunter im Van Abbemuseum sowie von 1970 bis 1973 in Museen in den Vereinigten Staaten gezeigt. Im April 1974 fand unter dem Namen „Revolt in Jewellery by Five Dutch Artists“ die einzige Ausstellung der BOE-Gruppe in der Londoner Electrum Gallery statt. Im Mai 1977 hatte Françoise van den Bosch eine Einzelausstellung in der Amsterdamer Galerie Ra, die Schmuck als eigenständige Kunstform präsentierte und förderte. 1976 und 1977 wurden ihre Arbeiten für die Ausstellungen des Nederlandse Kring van Beeldhouwers ausgewählt. Eine Retrospektivausstellung wurde nach ihrem Tod 1978 im Stedelijk Museum Amsterdam gezeigt und war bis 1979 in verschiedenen Museen und Galerien in den Niederlanden zu sehen.
Werk van Françoise van den Bosch befinden sich unter anderem im Centraal Museum Utrecht, Museum CODA in Apeldoorn, Kunstmuseum Den Haag, Museum Boijmans Van Beuningen in Rotterdam, dem Schmuckmuseum Pforzheim, dem Stedelijk Museum in Amsterdam, dem Museum of Fine Arts in Houston und in der Françoise van den Bosch Stiftung.